# 틴필즈바위쥐
틴필즈바위쥐(Aethomys stannarius)는 쥐과 쥐아과에 속하는 설치류의 일종이다. 카메룬과 나이지리아에서 발견된다. 자연 서식지는 건조 사바나 지역과 아열대 또는 열대 기후 지역의 관목 지대와 건조 저지대 초원이다.